# Dethiosulfovibrio
Dethiosulfovibrio è un genere di batterio appartenente alla famiglia delle Syntrophomonadaceae.